# Heinrich Hamker Lebensmittelwerke

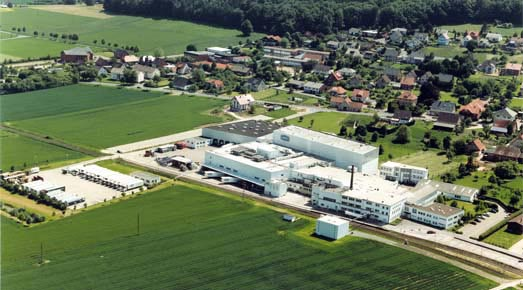
Hauptsitz in Lintorf

Die Firma Hamker Vertriebsgesellschaft mbH ist ein deutscher Lebensmittelhersteller mit Sitz in Bad Essen-Lintorf, der zur Unternehmensgruppe Theo Müller gehört und in die Homann-Gruppe integriert ist.
Produktionsstätten befinden sich in Bad Essen-Lintorf und Rogätz.

## Geschichte
Das Unternehmen wurde im Jahr 1907 von Heinrich Hamker als Margarinefabrik und Dampfmolkerei in Lintorf (Han.) gegründet. Von da an entwickelte es sich zu einem überregionalen Anbieter.  
In beiden Weltkriegen musste die Produktion aufgrund der mangelhaften Rohstofflage eingestellt werden, im Anschluss gelang aber jeweils ein erfolgreicher Neuanfang. Nach dem Zweiten Weltkrieg wurden der Maschinenpark und die gesamten technischen Anlagen erneuert und umfangreiche Neubauten errichtet. Außerdem wurde ein eigener Fuhrpark aufgebaut. Tankzüge und Schwerlastzüge sowie leichtere Fahrzeuge (insgesamt ca. 100) standen für den laufenden Transport von Rohstoffen und Fertigwaren zur Verfügung. Die dazu benötigten Pflanzenöle wurden überwiegend von Hamburger Ölmühlen bezogen. Das Werk beschäftigte um 1960 bereits wieder 130 Arbeiter und Angestellte sowie 30 Personen im Fuhrpark. 
Im Jahr 1959 trat Hamker in den Markt für Feinkostprodukte ein. 1991 errichtete Hamker im sachsen-anhaltischen Rogätz ein Zweigwerk. 2004 wurden von der belgischen Vandemoortele-Gruppe die Bereiche Mayonnaise und Saucen inklusive eines Werkes im belgischen Herent übernommen. Hamker war seitdem führender Anbieter in Großbritannien, Frankreich und Belgien. Der Hauptsitz in Lintorf wurde zu einem großen Dressing-Werk ausgebaut. 
2007 konnte das bis dahin familiengeführte Unternehmen sein 100-jähriges Firmenjubiläum feiern.
Im Dezember 2007 wurden 100 % der Anteile der Heinrich Hamker Lebensmittelwerke durch Heiner Kamps über seine International Food Retail Capital Plc. (HK-Food) übernommen und mit der Homann Feinkost GmbH aus Dissen zusammengeführt. Von den einst mehr als 500 Arbeitsplätzen in Lintorf blieben nur 250. Zu dieser Food-Gesellschaft gehörten unter anderem auch die Schnellrestaurantkette Nordsee und die Feinkostmarke Nadler.
Das Saucenwerk in Belgien verkaufte Hamker 2008 an das niederländische Unternehmen Van Dijk Food.
Die Firma Heinrich Hamker Lebensmittelwerke GmbH & Co. KG wurde im Oktober 2009 aus dem Handelsregister gelöscht, Produktion und Vertrieb werden seitdem von der mit Homann verbundenen Firma Hamker Vertriebsgesellschaft mbH weitergeführt.
Die Muttergesellschaft HK-Food wurde 2010 von der Unternehmensgruppe Theo Müller gekauft.
Im April 2017 wurde bekannt, dass die Unternehmensgruppe Theo Müller plant, die Produktion aus Bad Essen-Lintorf und weiteren Standorten der Homann-Gruppe bis 2020 in einem neuen Werk in Leppersdorf in Sachsen zusammenzuführen. Am 27. April 2018 teilte die Müller Unternehmensgruppe mit, die Produktion an den bestehenden Standorten nun doch fortzusetzen.

## Produkte
- Margarine / Fette
- Ketchup / Saucen
- Fixgerichte
- Mayonnaise / Remoulade / Dressings
- Feinkostsalate / Fischfeinkost